# Peter Faber

Andachtsbildchen des hl. Petrus Faber (Vita Petri Fabri des Niccolò Orlandini, 1617)

Pierre Favre SJ (oder Lefèvre), latinisiert Petrus Faber, eingedeutscht Peter Faber, im Volksmund auch Pater Faber (* 13. April 1506 in Le Villaret, Savoyen; † 1. August 1546 in Rom), war als einer der Gefährten des Ignatius von Loyola ein Mitbegründer des Jesuitenordens. In der katholischen Kirche wird er als Heiliger verehrt.

## Leben
Pierre Favre wuchs in einer Bauernfamilie im entlegenen Weiler Le Villaret auf, der zum Pfarrdorf Saint-Jean-de-Sixt gehörte. Seine Eltern betrauten den Siebenjährigen bereits mit dem Hüten ihrer Schafherde auf den Almen des Grand-Bornand im Massif des Bornes. Schulen gab es in den savoyischen Gebirgsdörfern nicht, doch lernte Pierre den Katechismus, vermutlich von seiner Mutter. Sein Onkel Mamert Favre, der Prior der nahegelegenen Kartause Le Reposoir, erkannte die Begabung seines Neffen und bewirkte, dass dieser bei einem Priester in Thônes Unterricht erhielt. Er lernte so schnell zu schreiben und zu lesen sowie die Grundlagen des Lateinischen, dass er binnen kurzem, nunmehr 12 Jahre alt, die Lateinschule in La Roche-sur-Foron besuchen konnte.
Schon früh fühlte Pierre sich zum Priestertum berufen. 1525 konnte er trotz widriger finanzieller Umstände am Collège Sainte-Barbe in Paris das Studium beginnen. Sein Zimmer teilte er mit Ignatius von Loyola und mit Franz Xaver.
1534 wurde Petrus Faber zum Priester geweiht. Im selben Jahr legte er zusammen mit der jungen Gemeinschaft um Ignatius von Loyola (Franz Xaver, Diego Laínez, Alfonso Rodrigues und Nicolás Bobadilla) in Paris Gelübde ab, die 1540 zur Gründung des Jesuitenordens führten. 1537 übersiedelte die Gruppe nach Venedig. In den folgenden Jahren betätigte sich P. Faber mit Gefährten in Parma und Ravenna.
1541 hielt er sich im Auftrag des Papstes in Worms auf, um am Wormser Religionsgespräch von 1541 teilzunehmen, was ihm aber verwehrt wurde. Am Regensburger Religionsgespräch im gleichen Jahr soll er teilgenommen haben. 1542 kehrte er nach einem kurzen Aufenthalt in Spanien wieder nach Deutschland zurück und wirkte in den Bistümern Speyer, Mainz und Köln vor allem als geistlicher Exerzitienmeister. Bei dieser Tätigkeit lernte er in Mainz den jungen Petrus Canisius kennen, der durch die Exerzitien Fabers in seiner zukünftigen Lebensplanung stark beeinflusst und für den Jesuitenorden gewonnen wurde. Er sollte eine wichtige Person der Gegenreformation, später sogar ein Heiliger werden. In Deutschland beobachtete Petrus Faber, dass das unmoralische Verhalten in Teilen des Klerus und das fehlende Glaubenswissen im Volk die Hauptgründe für die Erfolge des Protestantismus seien, was weitreichende Folgen für die apostolische Ausrichtung des ganz jungen Jesuitenordens hatte. Faber pflegte an den verschiedenen Orten seines Wirkens intensive geistliche Kontakte zu Kartäusern, die seine Spiritualität mitprägten. Mit ihrer Hilfe errichtete er in Köln auch die erste Niederlassung des Jesuitenordens auf deutschem Boden. In Mainz verehrte er besonders das sogenannte Gnadenkreuz, das sich heute im dortigen Priesterseminar befindet. Er erwähnte es auch mehrfach in seinem 1542 begonnenen „Memoriale“, dem geistlichen Tagebuch.

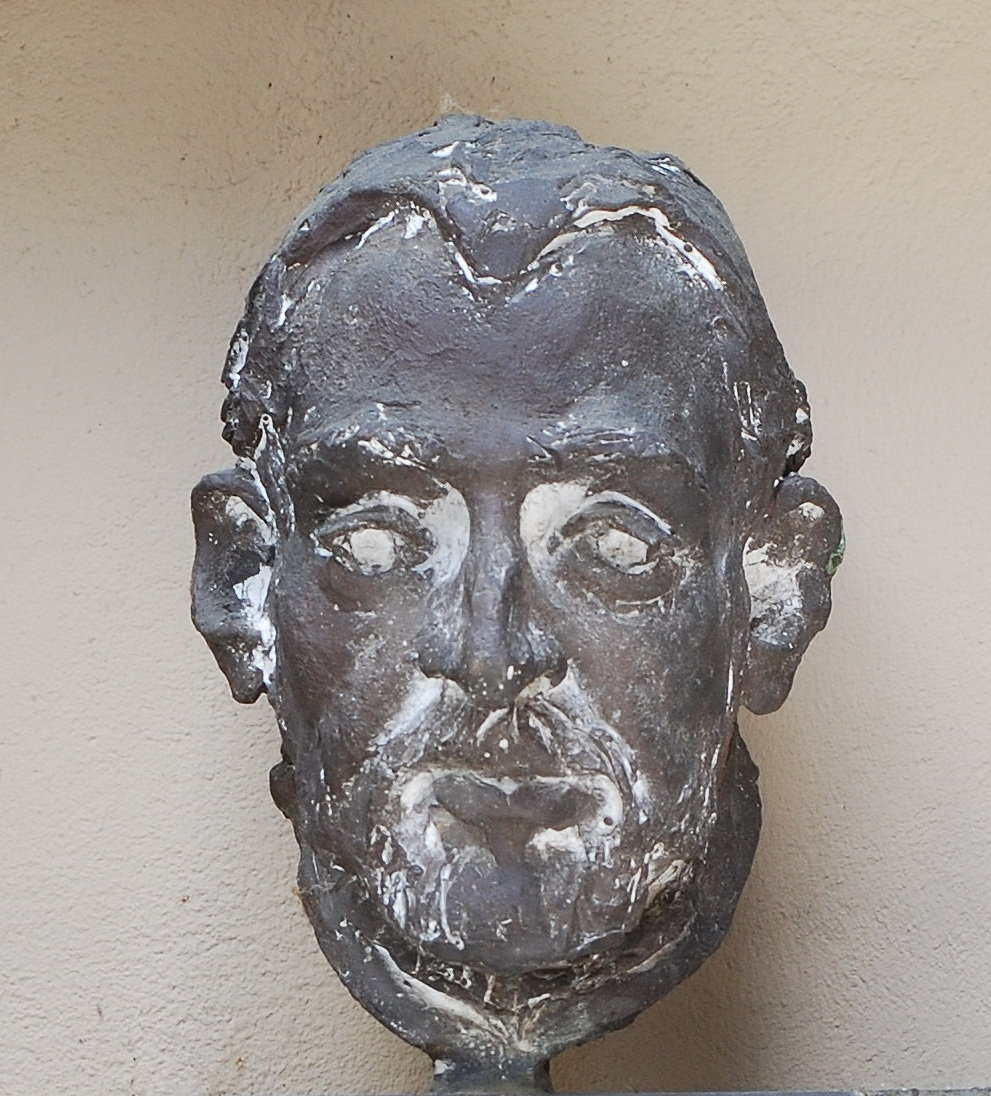
Peter Faber – Portraitbüste in der Kirchenruine St. Christoph in Mainz

1543 kam Peter Faber nach Löwen und Antwerpen in Flandern. 1544 wurde er nach Portugal und Spanien gesandt und von dort nach Italien gerufen, um als päpstlicher Theologe am Konzil von Trient teilzunehmen. Am 17. Juli 1546 traf er in Rom ein, infolge seiner unablässigen, weiten Reisen zu Fuß völlig entkräftet. Dort verstarb er, der Überlieferung zufolge in den Armen des Ignatius.

## Seligsprechung und Heiligsprechung
Am 5. September 1872 wurde Petrus Faber seliggesprochen, sein Gedenktag ist der 1. August. Am 17. Dezember 2013 sprach ihn Papst Franziskus unter Verzicht auf formale Erfordernisse und Zeremonien per Dekret heilig.

## Patronate
In Berlin-Kladow besteht die Seniorenresidenz Peter-Faber-Haus als Jesuiten-Kommunität.
Die Kölner Jesuitenkommunität hat das „Peter-Faber-Haus“ neben den Gemeinderäumen von St. Peter, der ältesten Pfarrkirche Kölns, im Herbst 2015 neu bezogen.
Peter Faber ist Patron der Kölner Jesuiten.
In Daressalam gibt es eine Pfarrkirche mit dem Patronat St. Peter Faber.

## Schriften
- Memoriale quoddam bonorum desideriorum, et quarundam bonarum cogitationum R.di Patris Petri Fabri Sacerdotis Societatis Iesu (Digitale Ausgabe des Manuskripts F1042, 245 Seiten), in den Archiven der Päpstliche Universität Gregoriana (2018 entdeckt)
- Fabri Monumenta. Madrid 1914, in: MHSI, Band 48, Roma, 1972.
- Mémorial du Bienheureux Pierre Favre, übersetzt und kommentiert von Michel de Certeau, Desclée de Brouwer, Paris 1960, ISBN 978-2-220-05704-0.
- Memoriale. Das geistliche Tagebuch des ersten Jesuiten in Deutschland. Nach dem Manuskript übersetzt und eingeleitet von Peter Henrici. (= Christliche Meister 38), Johannes, Einsiedeln 1963; 2. Aufl. 1989 ISBN 978-3-89411-013-0.